# ولیکا پیسریوکا رین
ولیکا پیسریوکا رین (به لاتین: Velyka Pysarivka Raion) یک سکونتگاه مسکونی در اوکراین است که در استان سومی واقع شده‌است.

## خصوصیات
ولیکا پیسریوکا رین ۸۳۰ کیلومترمربع مساحت و ۲۰٬۰۹۹ نفر جمعیت دارد.